# Chas Smash
Cathal "Carl" Joseph Patrick Smyth (Londen, 13 januari 1959), beter bekend onder zijn artiestennaam Chas Smash, is (voormalig) zanger en multi-instrumentalist van de ska-popformatie Madness.

## Biografie

### Jeugd
Carl Smyth groeit op als zoon van Ierse immigranten; zijn moeder komt uit County Mayo en zijn vader uit Kilkenny. Cathal Smyth sr. werkt als NAVO-diplomaat en dus is het gezin voortdurend op reis. Vanaf z'n zevende woont Carl in Ierland, Irak (vlak voordat Saddam Hoessein aan de macht komt) en Iran en wordt hij als buitenbeentje behandeld. Na het Midden-Oosten keert de familie terug naar Engeland.

### North London Invaders
In een tijdperk waarin glamrock de muziekscene domineert zoekt Carl z'n inspiratie in de jaren vijftig en zestig; hij vindt bondgenoten in het drietal Chris Foreman (8 augustus 1956), Lee Thompson (5 oktober 1957) en Mike Barson (22 april 1958) met wie hij deel uitmaakt van een bende. Een bende die probeert om binnen te dringen bij een concert van Ian Dury (als zanger van Kilburn & the High Roads) en op de vuist gaat met de teds. Een bendelid, Si Birdsall, loopt daarbij een diepe hoofdwond op en moet z'n haar eraf laten scheren; ook Carl gaat onder de tondeuse maar dan op uitdaging van Thompson die als bonus een geldbedrag uitreikt.
Eind 1976 gaan Foreman, Thompson en Barson muziek maken en richten ze de band op die aanvankelijk bekendstaat als de (North London) Invaders; Carl wordt bassist en leert de akkoorden met hulp van opgeplakte stickers. Lang duurt het niet want eind 1977 verlaat hij de Invaders nadat Barson weigert om hem naar huis te rijden.
Helemaal voorbij is het niet want jobhopper Carl werkt samen met Thompson als glazenwasser en maakt een doorstart als fan die een nieuwe dansstijl introduceert; de nutty dance. "Ik was nooit een danstype maar met een paar drankjes achter je kiezen moet je wel".

### Madness
In 1979 veranderen de Invaders hun naam in Madness en wordt Carl gevraagd om de band aan te kondigen; hij herdoopt zichzelf tot Chas Smash en stelt voor de Prince Buster-cover One Step Beyond, een intro samen uit Scorcher (ook van Buster) en Monkey Spanner (Dave & Ansell Collins) op te nemen. Carl groeit uit tot mascotte en treedt pas in november 1979 in vaste dienst als trompettist en tweede zanger naast Graham 'Suggs' McPherson.
Tegen die tijd plaatst de New Musical Express een interview met verdraaide uitspraken van Carl die erop zouden wijzen dat hij geen moeite heeft met de aanwezigheid van rechts-extremisten bij optredens van Madness. Carl is diep gekwetst en uit zijn frustraties in het nummer Don't Quote Me On That dat in april 1980 op de Work Rest & Play EP komt te staan.
De controverse ebt weg doordat Madness steeds populairder wordt bij de jeugd en zich ontwikkelt tot makers van humoristische videoclips en pakkende deuntjes met een onderliggende boodschap.
Carl blijkt ook een neus te hebben voor nieuw talent; zo helpt hij o.a. de Go-Go's, Tenpole Tudor, de Bodysnatchers en Pookiesnackenburger aan een contract bij Stiff Records. Met laatstgenoemde act neemt hij in 1981 Just One Cornetto (bewerking van O Sole Mio voor een ijsreclame) op.
Met het album The Rise & Fall gaat Madness (geconfronteerd met de gevolgen van het Thatcher-beleid) in 1982 de serieuze kant op; Carl noemt zich niet langer Chas Smash, laat een jaar lang z'n baard staan en levert met Our House de eerste van drie hits op rij af die door hem zijn geschreven dan wel gezongen.
Ook in de hits die er in 1984 worden gescoord lijkt Carl weer een groot aandeel te hebben; Michael Caine (dat over de Ierse kwestie gaat) wordt door hem gezongen, net als de geplande opvolger Victoria Gardens maar omdat twee leadvocalen van Carl op rij te veel van het goede zijn kiest Stiff-baas Dave Robinson voor One Better Day. Madness is daar niet blij mee en weigert het aflopende contract te verlengen.
In augustus 1984 presenteert Madness het eigen label Zarjazz (gedistribueerd door Virgin) en de eerste single daarop is Listen to Your Father, een drie jaar oud probeerseltje van Carl dat door ex-Undertones-zanger Feargal Sharkey tot een top 30-hit wordt gemaakt; de B-kant Can I Say I Love You ? hebben ze samen geschreven.
Op 27 en 28 januari 1986 is Madness (vergelijk Suggs, Carl, Foreman en bassist Mark Bedford) te gast tijdens de Red Wedge-tournee die is opgezet om stemmen te winnen voor de Labourpartij; ze worden teruggevraagd voor de finale op 21 maart in de Londense Hammersmith Apollo maar alleen Carl komt opdagen en maakt in feite zijn solodebuut.

### The Madness en Go! Discs
In september 1986 kondigt Madness aan ermee te stoppen, maar drie maanden later besluiten Suggs, Carl, Foreman en Thompson om door te gaan als kwartet. In april 1988 brengen ze het album The Madness uit dat de grootste flop in de bandgeschiedenis wordt; van Carls wens om weer op tournee te gaan komt niets terecht omdat Virgin het contract niet verlengt wegens het niet aanleveren van nieuwe demo's.
Carl probeert het met een eigen band en uitgeverij maar deze vallen al in de startblokken uiteen. Het succes heeft hem dan wel in de steek gelaten maar zijn neus voor nieuw talent niet, en dus wordt hij A&R-manager bij Go! Discs; hij gaat er aan de slag met bands als The La's, The Stairs en Trashcan Sinatras, maar ook met oude bekenden als Billy Bragg en Paul Weller.

### Reünie en zijprojecten
In 1992 brengt Virgin de verzamelaar Divine Madness uit; Carl raakt betrokken bij de promotie en weet iedereen weer bijeen te krijgen. Van een reünie wil men vooralsnog niks weten maar de omslag komt wanneer Divine de bestverkochte plaat van Engeland wordt. In augustus 1992 geeft Madness drie concerten; een in het Haagse Paard (opwarmer) en twee in het Noord-Londense Finsbury Park (Madstock). Daarna volgen er meer, afhankelijk van ieders beschikbaarheid; Carl neemt ontslag bij Go! Discs en start zijn eigen managementbureau (Quiet Man, naar de film uit 1952 waarin John Wayne een geremigreerde Ierse bokser speelt). Ook bekeert hij zich tot de vrijmetselarij.
Tussen de bedrijven door probeert Carl de anderen zover te krijgen om aan nieuw materiaal te werken. Dit resulteert in 1999 in het album Wonderful waarop hij wederom een flinke vinger in de pap heeft; ook zingt hij het merendeel van de B-kantjes. Ironisch genoeg ontbreekt het titelnummer dat drie jaar eerder tijdens de derde Madstock aan zijn overleden vader werd opgedragen.
Al vlak na de release van Wonderful is Carl weer bezig met nieuwe nummers; deze zijn echter niet voor Madness bedoeld maar voor zijn soloproject Velvet Ghost. Op 11 juni 2000 geeft hij een concert tijdens het Fleadh-festival in Finsbury Park; de set wordt opgevuld met recent Madness-materiaal als Johnny the Horse, The Communicator en The Wizard. Plannen om een album op te nemen met analoge technologie mislukken en solo-optredens vinden sporadisch plaats.
In 2002 begint Carl een eigen platenmaatschappij; RGR (Rolling Gold Records). Onder de naam Mr. Smash & Friends brengt hij de WK-single We're Coming Over (een bewerking van The Great Escape) uit; het haalt slechts de 67e plaats in de hitlijsten. De ontdekking van de rapper Just Jack is wel een succes, maar RGR wordt in 2004 opgedoekt na ook albums te hebben uitgebracht van Autamata en Border Crossing.
In 2005 scheidt Carl van zijn vrouw die zijn jeugdliefde was; hij verruilt het regenachtige Londen voor het zonnige Ibiza en doet er aan transcendente meditatie. In 2012 werkte hij mee aan het album Ill Manors van Plan B; hij is te horen in het nummer What A Day For A Murder en heeft een klein rolletje in de bijbehorende film waarin ook zijn dochter Eloise speelt.

### Solo-album
In mei 2015, verscheen zijn langverwachte solodebuut A Comfortable Man met liedjes die over zijn echtscheiding gaan. Smyth had dan al anderhalf jaar niet meer opgetreden met Madness dat in 2016 voor het eerst een album uitbracht zonder zijn medewerking. Op 2 maart 2020 stond hij eenmalig zijn collega's bij voor de inhuldiging in de Camden Walk of Fame.
Suggs · Mike Barson · Lee Thompson · Chris Foreman · Mark Bedford · Daniel Woodgate · Chas Smash
- Biblioteca Nacional de España: XX1638925
- International Standard Name Identifier: 0000 0001 1456 0437
- Library of Congress Control Number: no2004039370
- MusicBrainz: 93a66d57-aa4c-4e40-98d4-64f76a34932e
- Nationale Bibliotheek van Tsjechië: xx0198924
- Virtual International Authority File: 119540438
- WorldCat: E39PBJtX4rCdbq4TmT8YHgRVG3